# Contes de traviole
Albums de Richard Gotainer
Le forgeur de tempos
(1977) Grands succès
(1981)
Contes de traviole est le second album studio de Richard Gotainer, sorti en 1979. Toutes les musiques sont de Claude Engel. Il est paru chez le label Philips.
Il contient l'un des premiers succès de Gotainer : Tout Foufou.

## Titres
| No | Titre                  | Durée |
| -- | ---------------------- | ----- |
| 1. | Le Béquillard des Bois |       |
| 2. | Costard cravate        |       |
| 3. | Bamboche et Patachon   |       |
| 4. | Le Quatuor en détresse |       |
| 5. | Saturax                |       |
| 6. | Chanson galipette      |       |
| 7. | Tout Foufou            |       |
| 8. | Soupape                |       |
| 9. | Halléluya              |       |

## Singles
- 1979 : Tout foufou / Le Béquillard des bois